# Белозерский путепровод (Вологда)
Белозерский путепрово́д — путепровод на западе Вологды через железнодорожные пути архангельского направления Северной железной дороги, открытый осенью 2013 года. Входит в состав новой городской магистрали, которая пройдёт от проектируемого моста через реку Вологду (между ул. Некрасова и микрорайоном «Прибрежный») до улицы Клубова в районе Лукьяново.

## История
Долгое время из центра Вологды к выезду в сторону Кириллова вела улица Клубова с двумя железнодорожными переездами, на которых машинам нередко приходилось стоять больше часа. В общей сложности переезды бывают закрыты по 18 часов в сутки. Она же связывала с центром район Лукьяново. Мосты и путепроводы являются в транспортной системе Вологды самыми узкими местами, где постоянно возникают «пробки». Для решения транспортной доступности было принято решение о строительстве Белозерского путепровода. В 2003 года Воронежский филиал ГипродорНИИ разработал обоснование инвестиций строительства. В 2003 году предполагалось, что часть работ по строительству профинансирует Министерство путей сообщения. В 2006 году тогдашний глава города Алексей Якуничев заявлял, что путепровод будет построен в 2008 году.
Строительство путепровода началось в ноябре 2007 года. В 2008 году оно было заморожено из-за финансового кризиса в регионе. В 2010 году замглавы Вологды Илья Самарин сообщил, что планируется передача объекта в муниципальную собственность, после чего строительство будет продолжено.
18 октября 2011 года возмущённые жители Лукьянова собрались на стихийный митинг по поводу строительства путепровода. 30 октября состоялся повторный митинг.
В июле 2012 года началось строительство центрального пролёта, который пересекает железную дорогу. 15 ноября 2012 года было объявлено, что завершено сооружение второго пролётного строения, в результате чего путепровод перекрыл железную дорогу. Работы должны были занять две недели, но затянулись до ноября.
В процессе строительства велось расселение и снос жилых домов (в частности, о расселении и сносе трёх домов по улице Ударников решение принималось летом 2012 года) и гаражей, перенос инженерных коммуникаций (завершён к середине 2012 года). Также менялась конфигурация электросетей железной дороги.
В октябре 2012 года началось строительство второго транспортного кольца (со стороны Лукьянова).
4 июля 2013 года было объявлено о завершении строительства путепровода и начале строительства развязки со стороны Белозерского шоссе.
3 сентября 2013 года состоялось торжественное открытие путепровода.
В сентябре 2014 года была заасфальтирована временная дорога от путепровода в сторону Лукьяново. В июне 2016 года завершено строительство 900-метрового участка основной дороги.

## Расположение
Путепровод расположен между центральной частью Вологды и её будущим Белозерским микрорайоном. Путепровод станет частью будущей городской магистрали из центра города в северо-западном направлении.

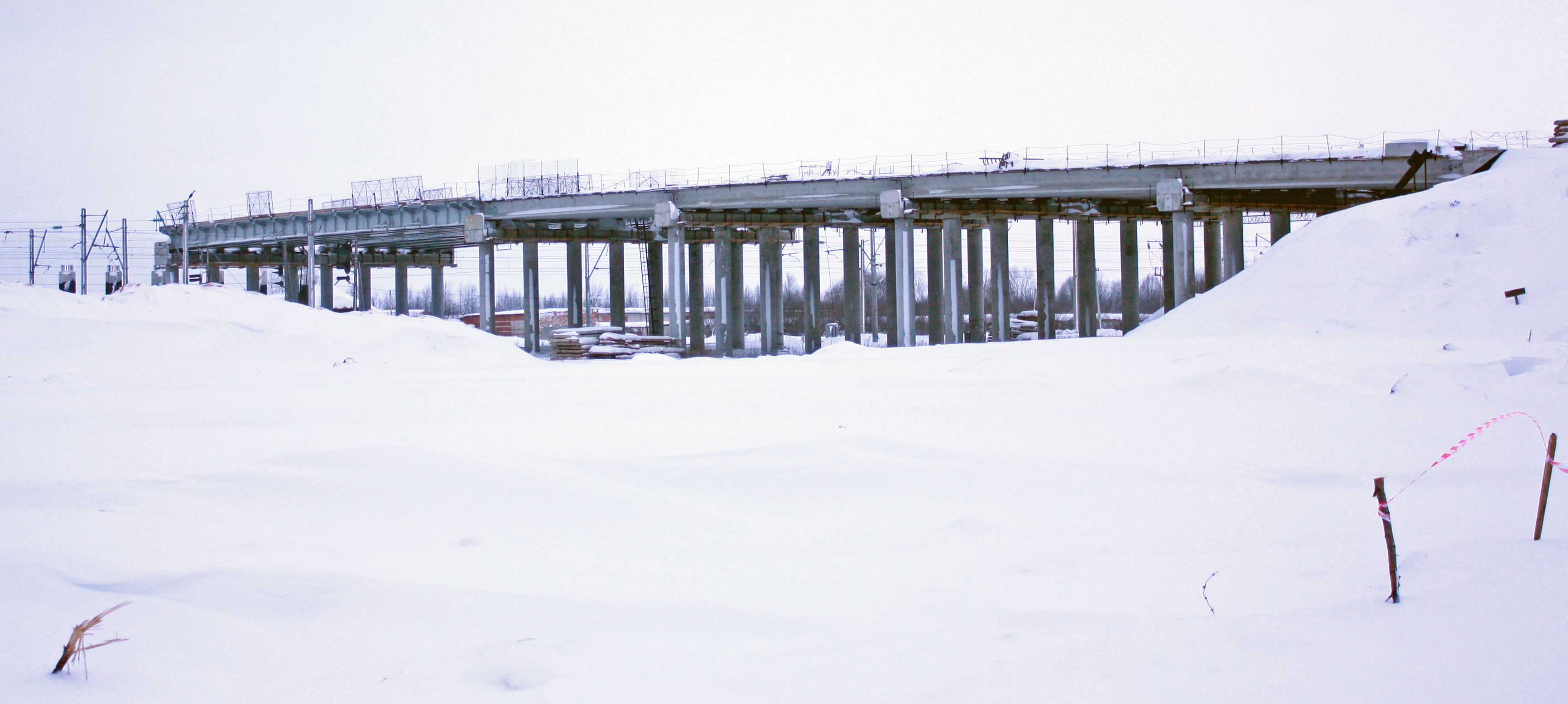
Белозерский путепровод. Февраль 2013 года
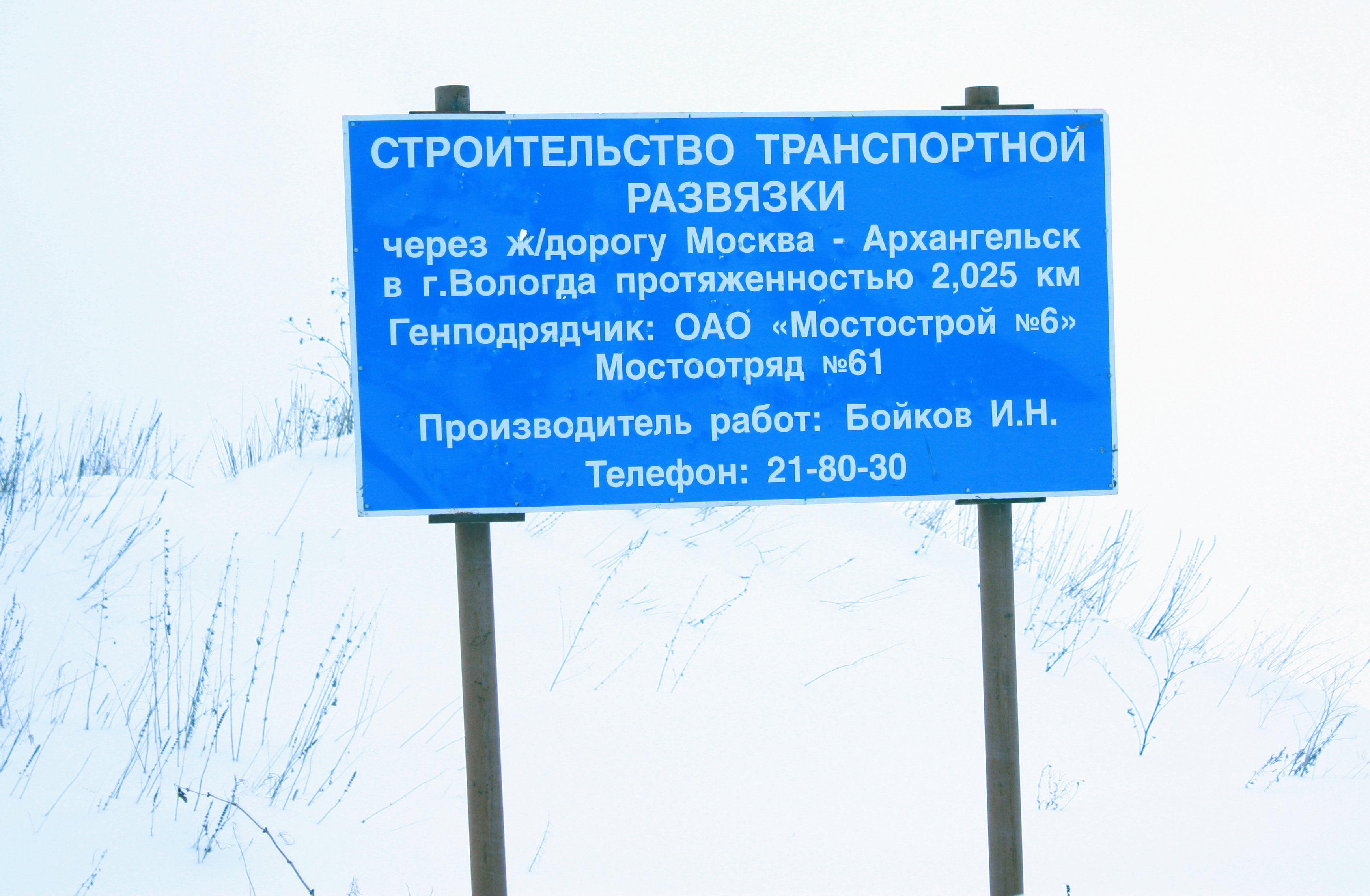
Щит на въезде на стройплощадку